# مارتي إرليخ
مارتي إرليخ (بالإنجليزية: Marty Ehrlich)‏ هو عازف ساكسفون أمريكي، ولد في 31 مايو 1955 في سانت بول في الولايات المتحدة.

## وصلات خارجية
- مارتي إرليخ على موقع ميوزك برينز (الإنجليزية)
- مارتي إرليخ على موقع أول ميوزيك (الإنجليزية)
- مارتي إرليخ على موقع ديسكوغز (الإنجليزية)